# Борозда (Московская область)
Борозда — деревня в Клинском районе Московской области, в составе городского поселения Клин. Население — 2408 чел. (2010). До 2006 года Борозда входила в состав Давыдковского сельского округа.

## Расположение
Деревня расположена в центральной части района, у юго-восточной окраины города Клина, в 400 м восточнее автотрассы М10 «Россия», на правом берегу реки Сестры, высота центра над уровнем моря 170 м. Ближайшие населённые пункты — Белозерки на противоположном берегу реки, посёлок Чайковского на юге и Акатьево на востоке.

## Население
| 2002 | 2006 | 2010  |
| ---- | ---- | ----- |
| 59   | ↘54  | ↗2408 |

## Известные уроженцы
Виктор Сорокин (1910—2006) — московский краевед, главный библиограф и историк Научной библиотеки МГУ.